# Pierwogonki Polski
Pierwogonki Polski, proturofauna Polski – ogół taksonów pierwogonków, których występowanie stwierdzono na terenie Polski.
W Polsce stwierdzono dotychczas 69 gatunków z 4 rodzin, przy czym szacuje się, że jest to około 60-70% krajowych gatunków.

## Acerentomata

### Acerentomidae
W Polsce stwierdzono 31 gatunków:

- Acerella muscorum
- Acerentomon aceris
- Acerentomon carpaticum
- Acerentomon dispar
- Acerentomon fageticola
- Acerentomon gallicum
- Acerentomon hylophilum
- Acerentomon omissum
- Acerentomon oreophilon
- Acerentomon parvum
- Acerentomon skuhravyi
- Acerentomon tuxeni
- Acerentulus alni
- Acerentulus carpaticus
- Acerentulus collaris
- Acerentulus cunhai
- Acerentulus exiguus
- Acerentulus occultus
- Acerentulus rafalskii
- Acerentulus silvanus
- Acerentulus traegardhi
- Acerentulus tuxeni
- Acerentulus xerophilus
- Berberentulus polonicus
- Gracilentulus catulus
- Gracilentulus europeus
- Gracilentulus fjellbergi
- Gracilentulus gracilis
- Gracilentulus hyleus
- Nosekiella danica
- Verrucoentomon rafalskii

### Hesperentomidae
W Polsce stwierdzono 1 gatunek:
- Ionescuellum carpaticum

### Protentomidae
W Polsce stwierdzono 4 gatunki:
- Protentomon tuxeni
- Proturentomon kubikovae
- Proturentomon minimum
- Proturentomon noseki

## Eosentomata

### Eosentomidae
W Polsce stwierdzono 33 gatunki:

- Eosentomon armatum
- Eosentomon bloszyki
- Eosentomon bohemicum
- Eosentomon bryophilum
- Eosentomon carpaticum
- Eosentomon delicatum
- Eosentomon enigmaticum
- Eosentomon foliaceum
- Eosentomon germanicum
- Eosentomon gramineum
- Eosentomon longisquamum
- Eosentomon mariae
- Eosentomon mirabile
- Eosentomon occidentale
- Eosentomon palustre
- Eosentomon parvum
- Eosentomon pinetorum
- Eosentomon polonicum
- Eosentomon posnaniense
- Eosentomon pratense
- Eosentomon rafalskii
- Eosentomon rusekianum
- Eosentomon semiarmatum
- Eosentomon sexsetosum
- Eosentomon silesiacum
- Eosentomon silvaticum
- Eosentomon stachi
- Eosentomon sudeticum
- Eosentomon transitorium – korczyk przejściowiec
- Eosentomon ulinense
- Eosentomon vulgare
- Eosentomon wanda
- Eosentomon zodion